# Перішору (Бреїла)
Перішору (рум. Perișoru) — село у повіті Бреїла в Румунії. Адміністративно підпорядковане місту Янка.
Село розташоване на відстані 133 км на північний схід від Бухареста, 39 км на південний захід від Бреїли, 138 км на північний захід від Констанци, 54 км на південний захід від Галаца.

## Населення
За даними перепису населення 2002 року у селі проживали 1132 особи. Усі жителі села рідною мовою назвали румунську.
Національний склад населення села:
| Національність | Кількість осіб | Відсоток |
| -------------- | -------------- | -------- |
| румуни         | 1125           | 99,4%    |
| цигани         | 7              | 0,6%     |